# Listă de filme românești/M
Aceasta este o listă de filme românești (artistice, de animație și documentare) care încep cu litera M:

## 0–9
- M.B. - Doamna cu trandafiri (2002)

## a
- Ma-ma (1976)
- Macondo, lăcătușul zânelor (1993)
- Magdalena Popa (1972)
- Magic In the Mirror (1996)
- Magic in the Mirror: Fowl Play (1996)
- Magnatul (2004)
- Mahmudia (1972)
- Mai presus de orice (1978)
- Maiorul Mura (1927)
- Maiorul și moartea (1967)
- Manasse (1925)
- Manevra (1975)
- Manipularea (2000)
- Manipularea (2002)
- Manuscrise eminesciene (1974)
- Marea Sarmatică - Marea Neagra (1966)
- Marea sfidare (1989)
- Marele singuratic (1976)
- Marfa și banii (2001)
- Maria (1989)
- Maria (2003)
- Maria și marea (1988)
- Maria Mirabela (1981)
- Maria și Mirabella în Tranzistoria  (1989)
- Marile emoții mici (1964)
- Marilena (2008)
- Marilena de la P7 (2006)
- Marina de război română (1913)
- Marinică (1953)
- Margo (2005)
- Marmura (1970)
- Martori dispăruți (1988)
- Marți, după Crăciun (2010)
- Masca de argint (1985)
- Mastodontul (1975)
- Mașina de scris (1991) (Teatru TV)
- Matca (Teatru TV)

## ă
- Mărturii despre Enescu (1960)
- Mărturiile unei mese de restaurant (1963)
- Măreț program de propășire economică, Un (1969)
- Mătrăguna (2002) (TV)
- Mătușica (2010)
- Mătura năzdrăvană (1962)

## â
- Mâinile tale (2002)
- Mâinile pictorului (1967)
- Mândrie (1956)
- Mânia (1977)

## e
- Meandre (1966)
- Medalia de onoare (2009)
- Medeea (2008) (Teatru)
- Melodii la Costinești (1983)
- Melodii, melodii (1978)
- Melomanul (1966)
- Memorialul durerii (2007) (Documentar)
- Memoria trandafirului (1962)
- Mere roșii (1976)
- Merii sălbatici (1964)
- Mesagerii păcii și prieteniei (1959)
- Meșter iscusit, Un (1967)
- Meșterul Manole (1995)
- Metamorfoze (1961)
- Metamorfoze (1968)

## i
- Mi-a spus o vecină (1970)
- Mica reprezentație (1955)
- O mică întâmplare (1957)
- Microfabule (1972)
- Micul Infern (1979) (Teatru)
- Midas Touch, The (1997)
- Mihai și Cristina (2001) (Scurt metraj)
- Mihai Viteazul (1970)
- Mihail, câine de circ (1979)
- Mijlocaș la deschidere (1979)
- Milionari la minut (1992) (Teatru)
- Milionar la minut (1982) (TV)
- Milionar pentru o zi (1924)
- Milionari de weekend (2004)
- Mimetism (1966)
- Mincinosul (1995) (Teatru TV)
- Mingea (1958)
- Minunata pantofăreasă (1971) (Teatru Tv)
- Miracolul (1988)
- Mircea (1989)
- Mireasa din tren (1980)
- Mireasma ploilor târzii (1985)
- Mirii anului II (1971)
- Miscellaneous Brigade, The (1969)
- Misiunea spațială Delta (1985)
- Miss Litoral (1990)
- Misterele Bucureștilor (1983)
- Misterul lui Herodot (1976)
- Misterul Romanovilor (2000) (TV)
- Mișcarea cooperatista în România (1928)
- Mitică (1963)
- Mitică Popescu (1984)
- Mitrea Cocor (1952)

## o
- Moara cu noroc, La (1955)
- Moartea domnului Lăzărescu (2005)
- Moara lui Călifar (1984)
- Moartea lui Joe Indianul (1968)
- Moartea unui artist (1989)
- Mofturi 1900 (1964)
- Moment 403, Le (1974) (TV)
- Mondo umano (1981)
- Monumente pe Valea Oltului (1972)
- Morgen (2010)
- Morning (1989)
- Moromeții (1987)
- Motanul în cosmos (1968)
- Motanul în Lună (1926)

## u
- Muguri (1969)
- Mult mai de preț e iubirea (1982)
- Munca politică de masă (1976) (TV)
- Muntele ascuns (1974)
- Munții în flăcări (1980)
- Musafir nedorit (1959)
- Muscă cu bani, O (1954)
- Muschetarii în vacanță (1984)
- Muschetarul român (1975)
- Mutul (1996) (TV)
- Muzeul (1969)
- Muzica e viața mea (1988)
- Muzica mai presus de orice (1969)